# Coprinus pseudocortinatus
Coprinus pseudocortinatus är en svampart som tillhör divisionen basidiesvampar, och som beskrevs av Cacialli, Caroti och Doveri. Coprinus pseudocortinatus ingår i släktet Coprinus, och familjen Agaricaceae. Arten är reproducerande i Sverige.